# Medicina romana

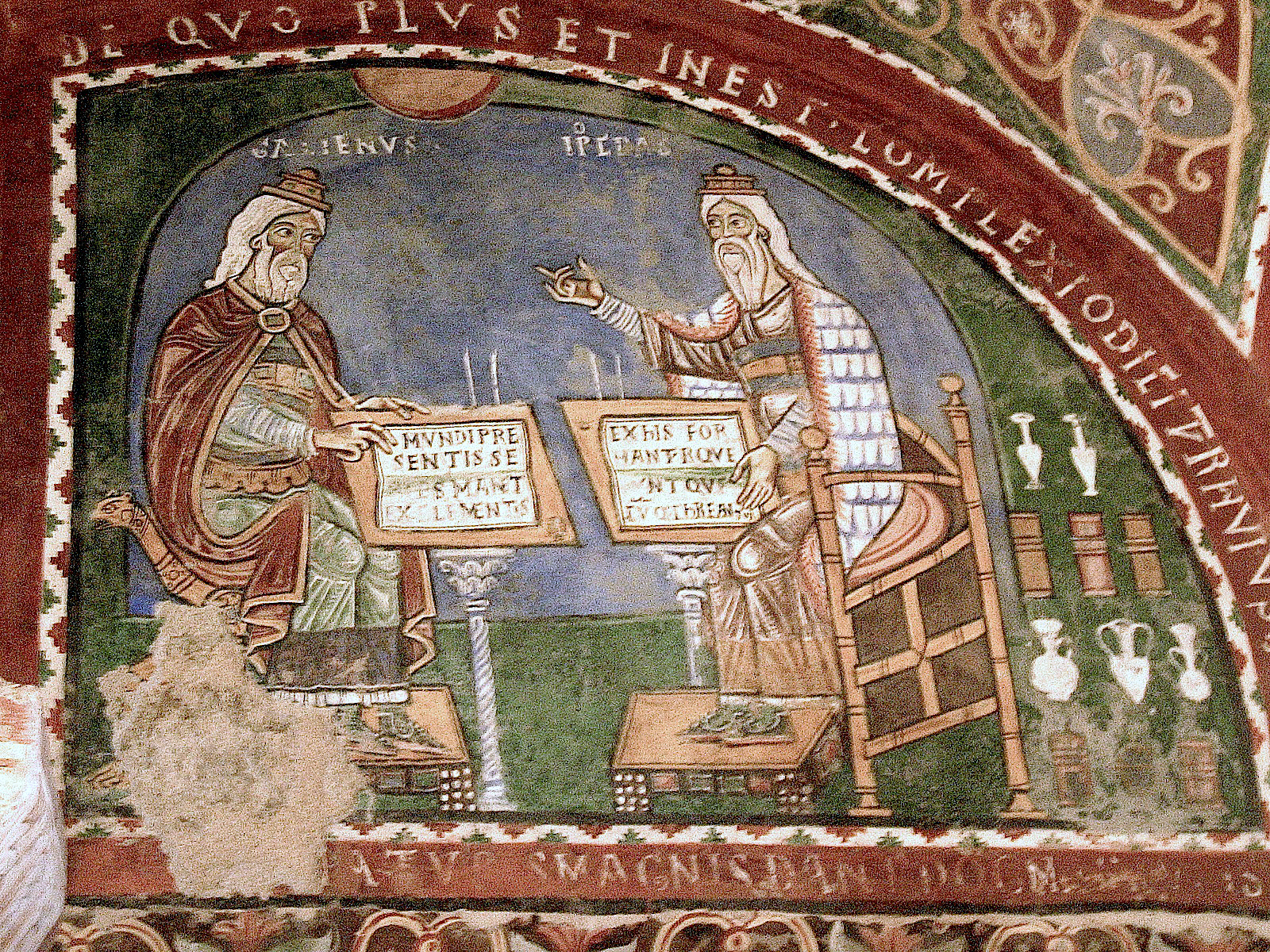
Hipócrates (izquierda) y Galeno, las dos figuras médicas más importantes de la antigüedad clásica, en un fresco perteneciente a una capilla benedictina de Anagni, Lazio, al sur de Roma..

La medicina romana es la medicina desarrollada en la Antigua Roma.
La civilización etrusca, antes de importar los conocimientos de la medicina griega, apenas había desarrollado un corpus médico de interés, si se exceptúa una destacable habilidad en el campo de la odontología. Pero la importancia creciente de la metrópoli durante las primeras épocas de expansión va atrayendo a importantes figuras médicas griegas y alejandrinas que acaban por conformar en Roma el principal centro de saber médico, clínico y docente del área mediterránea.
Las figuras médicas más importantes de la Antigua Roma fueron Asclepíades de Bitinia (124 o 129 a. C. – 40 a. C.), Celso y Galeno. El primero, abiertamente opuesto a la teoría hipocrática de los humores, desarrolló una nueva escuela de pensamiento médico basada en los trabajos de Demócrito, la Escuela metódica, que explica la enfermedad a través de la influencia de los átomos que atraviesan los poros del cuerpo, en un anticipo de la teoría microbiana. Algunos médicos adscritos a esta escuela fueron Temisón de Laodicea, Tésalo de Trales o Sorano de Éfeso, el redactor de la primera biografía conocida de Hipócrates.
Entre los años 25 a. C. y 50 de nuestra era vivió otra figura médica de importancia: Aulo Cornelio Celso. En realidad no hay constancia de que ejerciera la medicina, pero se conserva un tratado de medicina (De re medica libri octo) incluido en una obra mayor, de carácter enciclopédico, llamada De artibus (Sobre las artes). En este tratado de medicina se incluye la definición clínica de la inflamación que ha perdurado hasta nuestros días: «Calor, dolor, tumor y rubor» (a veces también expresada como: «Tumor, rubor, ardor, dolor»). También encontramos descritas operaciones de cirugía plástica, extirpación de pólipos nasales, amígdalas, etc.
Con el comienzo de la era cristiana se desarrolló otra escuela médica en Roma, la Escuela Pneumática. Si los hipocráticos se referían a los humores líquidos como la causa de la enfermedad y los atomistas acentuaban la influencia de las partículas sólidas denominadas átomos, los pneumáticos verían en el pneuma (gas) que penetra en el organismo a través de los pulmones, la causa de los trastornos patológicos padecidos por el ser humano. Fueron seguidores de esta corriente de pensamiento Ateneo de Atalia o Areteo de Capadocia.
En Roma la casta médica se organizaba ya (de un modo que recuerda a la actual división por especialidades) en médicos generales (medici), cirujanos (medici vulnerum, chirurgi), oculistas (medici ab oculis), dentistas y los especialistas en enfermedades del oído. No existía una regulación oficial para ser considerado médico, pero a partir de los privilegios concedidos a los médicos por Julio César se estableció un cupo máximo por ciudad. Por otra parte, las legiones romanas disponían de un cirujano de campaña y un equipo capaz de instalar un hospital (valetudinaria) en pleno campo de batalla para atender a los heridos durante el combate.
Uno de estos médicos legionarios, alistado en los ejércitos de Nerón, fue Pedanio Dioscórides de Anazarbus (Cilicia), el autor del manual farmacológico más empleado y conocido hasta el siglo XV. Sus viajes con el ejército romano le permitieron recopilar un gran muestrario de hierbas (unas seiscientas) y sustancias medicinales para redactar su magna obra: De materia medica (Hylikà, conocido popularmente como «el Dioscórides»).
Pero la figura médica romana por excelencia fue Claudio Galeno, cuya influencia perduraron hasta el siglo XVI. Galeno ya practicaba la disección de cadáveres, pero con animales, porque estaba muy mal visto el estudio anatómico de cadáveres humanos, lo cual lo llevó a cometer ciertos errores anatómicos y fisiológicos que perduraron hasta Vesalio. Fue el principal exponente de la escuela hipocrática, pero su obra es una síntesis de todo el saber médico de la época. Sus tratados se copiaron, tradujeron y estudiaron durante los siguientes trece siglos, por lo que es considerado uno de los médicos más importantes e influyentes en la medicina occidental.
A juzgar por lo que apareció en casa de un médico de Pompeya, los materiales quirúrgicos no eran excesivamente rudimentarios. Existen indicios de que conocían el espejo dental y las propiedades antisépticas de ciertos ungüentos. La enseñanza de la medicina era privada y no había títulos. Cualquiera podría practicarla, incluso en la época imperial cuando eximen a los médicos de pagar impuestos y del servicio militar. La mayoría de los médicos eran griegos y judíos. No hubo un gran avance de la medicina en la civilización romana debido a que no había interés por la investigación experimental, y porque se obsesionaba con escribir libros de medicina en verso. Sammórico (inventor de la fórmula mágica Abracadabra) fue el introductor de esta moda que gobernará la Edad Media.
En cuanto a la organización sanitaria, el gran aporte romano fue el sistema hospitalario. No obstante, sus inicios eran no más que la habilitación de un refugio para que pudiesen morir los enfermos pobres: la llamada illa tiberiana. Con la extensión del imperio, se fueron creando los hospitales militares en lugares estratégicos. Tras estos hospitales, aparecieron los hospitales de caridad. El primero fue fundado por Fabiola de Roma, constituye el primer antecedente documentado de la «medicina social» e hizo de ella una de las mujeres más famosas en la historia de la medicina organizada. En ese hospital, los pobres eran atendidos gratuitamente. Las excavaciones arqueológicas revelaron el plano y el arreglo de ese edificio único en su tipo en el cual las habitaciones y los pasillos para los enfermos y los pobres se agrupaban ordenadamente en torno al cuerpo edilicio principal, organizado en repartos, según las diferentes clases de enfermos. Según el historiador Camille Jullian, la fundación de este hospital constituye uno de los acontecimientos soberanos de la historia de la civilización occidental. Según Henry Chadwick, emeritus regius professor en la Universidad de Cambridge e historiador del cristianismo primitivo, la práctica de la caridad expresada de forma eminente a través del cuidado de los enfermos fue probablemente una de las causas más poderosas de la expansión del cristianismo. Ya en el año 251, la Iglesia de Roma apoyaba a más de 1 500 personas en situación de necesidad. A pesar de la existencia de los protohospitales de campaña romanos, el Imperio careció de conciencia hospitalaria social hasta la fundación de los primeros grandes hospitales cristianos. En Oriente se fundó el hospital Basiliade cerca de Capadocia (inspirado por Basilio de Cesarea), y otro hospital en Edesa por parte de Efrén el Sirio, con trescientas camas para apestados.
Hay que destacar una aportación capital de la medicina pública romana: Entre los principales arquitectos romanos (Columella, Marco Vitruvio o Marco Vipsanio Agripa) existía la convicción de que la malaria se propagaba a través de insectos o aguas pantanosas. Bajo este principio acometieron obras públicas como acueductos, alcantarillas y baños públicos encaminadas a asegurar un suministro de agua potable de calidad y un adecuado sistema de evacuación de excretas. La medicina moderna les dará la razón casi veinte siglos después, cuando se demuestre que el suministro de agua potable y el sistema de eliminación de aguas residuales son dos de los principales indicadores del nivel de salud de una población.

## Antecedentes
En los primeros tiempos la medicina romana era considerada magia o religión. No obstante, se sabe que los etruscos, habilidosos practicantes de la adivinación, también lo eran en la fabricación de prótesis dentales. Una ley atribuida al rey Numa prescribía la cesárea cuando la madre moría antes del parto, para salvar al niño. Pero no menciona ningún médico. Probablemente cada uno hacía lo que sabía en caso de necesidad. En un momento la medicina griega hace una aparición en la cultura romana. Cuando el primer médico griego llega a Roma (Arcagato de Esparta, 219 a. C.), Catón se opone a la admisión de esta y otras novedades que teme van a helenizar, es decir, a iniciar la decadencia de Roma. Y propugna la vuelta a la medicina tradicional (en su caso, por ejemplo, eran panaceas la col y el vino). La medicina griega que llega a Roma viene dividida en dos escuelas:
- La de Hipócrates, convencido de la vis medicatrix naturae y por lo tanto seguidora de un método expectante, consistente en no violentar el curso de la enfermedad. Hipócrates decía que lo primero era no hacer mal (primum non nocere).
- La de Asclepíades, por su parte, era partidaria de actuar para que la curación se produjese cito, tuto ac iucunde (rápida, segura y agradablemente) porque quien cura es el médico, no la naturaleza. Utilizaba dietas, masajes, medicamentos y música. Llegó a practicar la traqueotomía.

## Médicos destacados

### Asclepíades
Asclepiades (griego: Ἀσκληπιάδης; c. 129/124 a. C. - 40 a. C.), a veces llamado Asclepiades de Bitinia o Asclepiades de Prusa, fue un médico griego, nacido en Prusa (Bitinia, Asia Menor, actual Turquía) que ejerció y desarrolló sus trabajos sobre medicina griega en Roma. Gran viajero desde su juventud, comenzó su carrera profesional como retórico en Roma, pero su mayor fama la alcanzaría ejerciendo la medicina.
Abiertamente en desacuerdo con la teoría hipocrática de los cuatro humores, desarrolló un cuerpo médico teórico basado en la teoría atomista de Demócrito. Según su teoría, la influencia de partículas invisibles al atravesar los poros del cuerpo, serían la causa de las enfermedades, apuntando por primera vez algo parecido a una teoría microbiana. Sus tratamientos estaban orientados, entonces, a la recuperación de la armonía corporal perdida por la influencia de los átomos: dieta, masajes, baños, ejercicio, eméticos y sangrías, fundamentalmente. Recomendaba también el uso moderado del vino. Promovió un modelo de tratamiento para los enfermos mentales no reclusivo y basado en sus mismas propuestas terapéuticas anteriormente mencionadas.
Galeno y Areteo de Capadocia, médicos romanos del siglo II d. C. lo consideran el primero en emplear la técnica de la traqueotomía electiva (no urgente) para el tratamiento de algunos procesos faríngeos obstructivos.

### Galeno
Claudio Galeno Nicon de Pérgamo (en griego antiguo: Γαληνός, Galēnos; Pérgamo, 129-Roma, c. 201/216), más conocido como Galeno, fue un médico, cirujano y filósofo griego del Imperio romano. Considerado uno de los más completos investigadores médicos de la Edad Antigua, sus puntos de vista dominaron la medicina europea a lo largo de más de mil años en campos como la anatomía, la fisiología, la patología, la farmacología y la neurología, así como la filosofía y la lógica.
Galeno se formó bajo influencia griega y al amparo de uno de los mayores templos dedicados a Esculapio (Asclepios). Estudió medicina con dos seguidores de Hipócrates: Estraconio y Sátiro, y aún después visitó las escuelas de medicina de Esmirna, Corinto y Alejandría. Finalmente viajó a Roma, donde su fama como médico de gladiadores le llevó a ser elegido médico del emperador Marco Aurelio.
En la Edad Media, los escritos de anatomía de Galeno se convirtieron en el pilar de los estudios universitarios de los médicos medievales, pero debido a la caída del Imperio romano de Occidente en el siglo V estos acusaron un evidente estancamiento intelectual. Sin embargo, en el Imperio bizantino y en el califato abasí se continuaron estudiando y aportando avances. Algunas de las ideas de Galeno eran incorrectas, pues nunca diseccionó un cuerpo humano debido a los tabúes sobre esta práctica en la sociedad grecorromana. Pese a esto, también realizó aportaciones notables: corrigió el error de Erasístrato, quien creía que las arterias llevaban aire, y es considerado uno de los primeros experimentalistas de la medicina. En el medievo los profesores y estudiantes de medicina de Bolonia comenzaron a diseccionar cuerpos; Mondino de Luzzi (c. 1275-1326) redactó el primer libro conocido de anatomía basado en disecciones humanas.

### Areteo
Areteo de Capadocia (en griego Ἀρεταῖος) fue un notable médico griego de época imperial romana, de cuya vida se conocen pocos datos. Probablemente nació en Capadocia (en la actual Turquía) y vivió durante la segunda mitad del siglo II, contemporáneo de Galeno.
Debió formarse en Alejandría (donde se permitían las autopsias) ya que sus conocimientos de anatomía visceral son muy completos. Es el primer médico en describir el cuadro clínico del tétanos, y a él se deben los nombres actuales de la epilepsia o la diabetes. Aunque no obtuvo la fama y el reconocimiento público de Galeno, el escaso material escrito que se ha conservado demuestra un gran conocimiento y un aún mayor sentido común.
Escribió un tratado titulado Sobre las causas y los síntomas de las enfermedades, uno de los mejores manuales clínicos de la antigüedad, donde describen con notable detalle los síntomas y métodos diagnósticos conocidos para muchas enfermedades. Sigue para ello en muchos casos la obra de Hipócrates, pero desarrolla ideas innovadoras en algunas patologías, considerándosele el primer médico en describir la celiaquía.

## Escuelas

### Escuela neumática
Los neumatistas eran unos médicos que constituyeron una escuela de medicina en Sicilia, fundada por Ateneo de Atalia en el siglo I.

### Escuela empírica
La escuela empírica fue una escuela médica de la antigüedad, que existió en la Antigua Grecia y en el mundo romano. A los miembros de la escuela se les denominaba como los empíricos (del griego: Ἐμπειρικοί) por la palabra empeiria (ἐμπειρία, «experiencia») puesto que llegaban a su conocimiento médico a través únicamente de la experiencia, en contraste por ejemplo con la escuela dogmática.